# Kaycea Jones
Kaycea Jones (ur. 8 października 1989) – jamajska lekkoatletka, która specjalizowała się w biegach sprinterskich.
W 2008 podczas mistrzostw świata juniorów dotarła do półfinału w biegu na 100 metrów oraz była członkinią jamajskiej sztafety 4 x 100 metrów, która zdobyła srebrny medal. Reprezentantka kraju podczas CARIFTA Games. Złota medalistka juniorskich mistrzostw Jamajki.
Rekord życiowy w biegu na 100 metrów: 11,6 (2007). 

## Osiągnięcia
| Rok  | Impreza                     | Miejsce   | Konkurencja        | Pozycja    | Wynik |
| ---- | --------------------------- | --------- | ------------------ | ---------- | ----- |
| 2008 | Mistrzostwa świata juniorów | Bydgoszcz | bieg na 100 m      | półfinał   | 11,86 |
| 2008 | Mistrzostwa świata juniorów | Bydgoszcz | sztafeta 4 x 100 m | 2. miejsce | 43,98 |